# Gehrden
Gehrden é uma cidade da Alemanha localizada no distrito de Hanôver, estado de Baixa Saxônia.

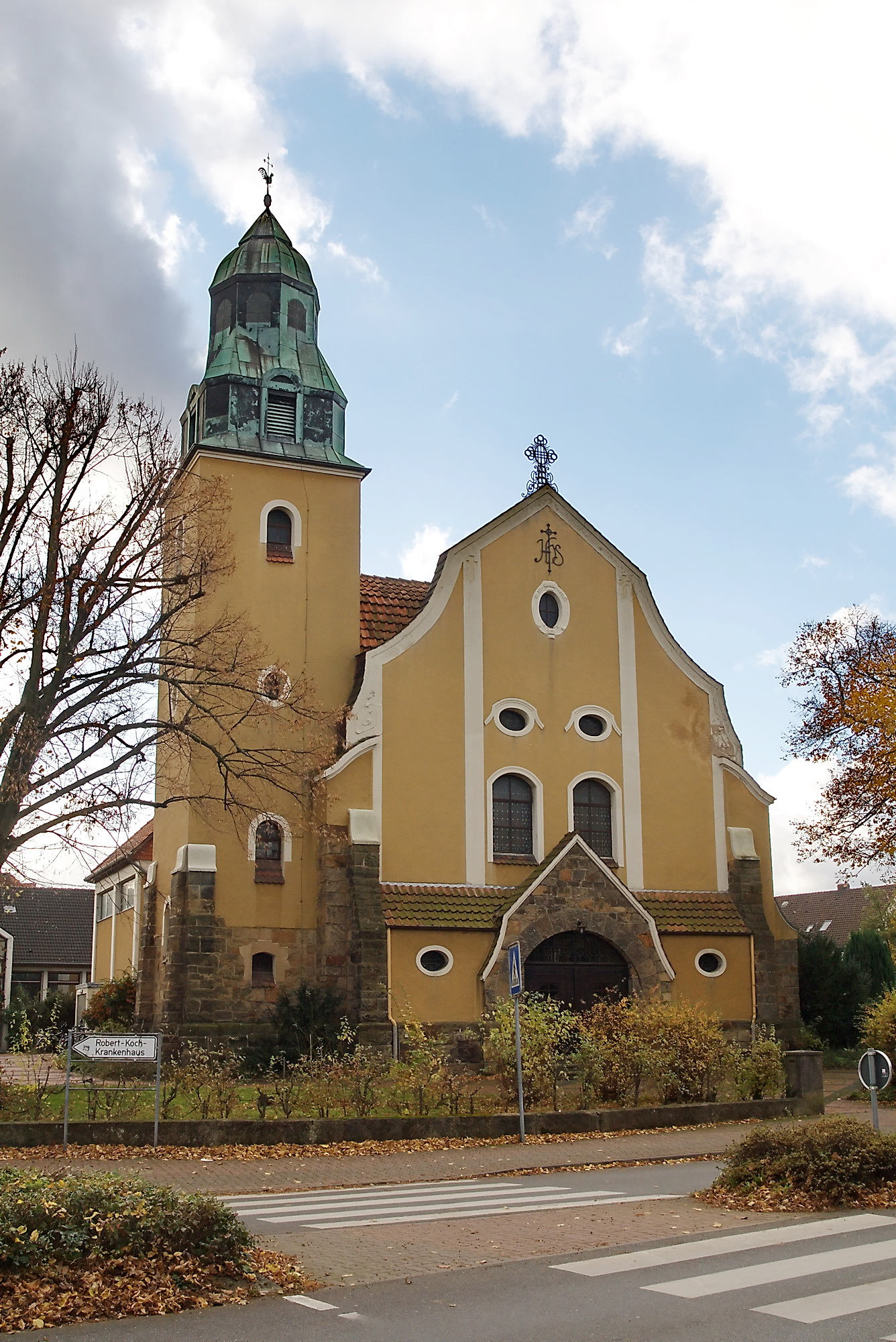
Igreja St. Bonifatius em Gehrden.